# 5ive Days to Midnight
5ive Days to Midnight (bedeutet: Five Days to Midnight; zu deutsch: Fünf Tage vor Mitternacht) ist eine US-amerikanische Science-Fiction-Miniserie mit fünf Folgen (insgesamt 210 Minuten Laufzeit) aus dem Jahre 2004, wobei jede Episode einem Tag in der Serie entspricht.
Die Serie spielt im Zeitraum vom Montag, 7. Juni 2004 bis Freitag, 11. Juni 2004 und wurde genau an diesen Tagen auch auf dem SciFi-Channel zum ersten Mal ausgestrahlt.

## Handlung
Die Serie dreht sich um fünf Tage im Leben von Prof. John Tracy Neumeyer. Dieser findet auf dem Grab seiner verstorbenen Frau einen Koffer, der eine Polizeiakte enthält. Diese Akte dokumentiert die Ermordung des Professors. Sein Sterbedatum ist in genau 5 Tagen. Nun versucht J.T. zusammen mit seiner Freundin Claudia Whitney (Kari Matchett), dem Polizisten Sikorski (Randy Quaid) sowie dem genialen Physikstudenten Carl den Geheimnissen auf den Grund zu gehen und seine Ermordung zu verhindern.

## Episoden und Ausstrahlung
| Nr. | Titel     | Erstausstrahlung (Deutschland, ProSieben) | Erstausstrahlung (USA, Syfy U.S.) |
| --- | --------- | ----------------------------------------- | --------------------------------- |
| 1   | Day One   | 14. August 2006                           | 7. Juni 2004                      |
| 2   | Day Two   | 21. August 2006                           | 8. Juni 2004                      |
| 3   | Day Three | 28. August 2006                           | 9. Juni 2004                      |
| 4   | Day Four  | 4. September 2006                         | 10. Juni 2004                     |
| 5   | Day Five  | 11. September 2006                        | 11. Juni 2004                     |

## Einschaltquoten
Die erste Folge wurde am 14. August 2006 ab 22:00 Uhr auf ProSieben ausgestrahlt. Die Premiere verfolgten 1,31 Millionen Zuschauer bei 5,9 Prozent Marktanteil. In der werberelevanten Zielgruppe waren es 0,99 Millionen bei 10,0 Prozent Marktanteil. Die letzte Folge am 11. September 2006 um 23:15 Uhr sahen 0,42 Millionen Zuschauer (3,5 Prozent Marktanteil) und 0,31 Millionen (4,9 Prozent Marktanteil).